# Adolphe Clément
Gustave Adolphe Clément (ook: Gustavus Adolphus Clément en Gustavus Adolphus Clément-Bayard) (Pierrefonds, 22 september 1855 – Parijs, 10 maart 1928) was een Frans ondernemer. Hij was smid, horlogemaker en wielrenner en ging fietsen, automobielen, motorfietsen, luchtbanden, vliegtuigen en luchtschepen produceren.

## Privéleven

### Jeugd
Clément werd in 1855 geboren aan de rue du Bourg in Pierrefonds (Oise) als zoon van de kruidenier Leopold Adolphus Clément en Julie Alexandrine Rouselle. In 1862, toen hij zeven jaar oud was, overleed zijn moeder. Zijn vader hertrouwde, maar overleed twee jaar later en Adolphe werd tot zijn zestiende opgevoed door zijn stiefmoeder, die hertrouwde met een onderwijzer. Adolphe bezocht de lagere school in Pierrefonds en de middelbare school in Villers-Cotterêts. Hij werkte ook in het familiebedrijf als bezorger van kruidenierswaren, maar toen hij dertien jaar was besloot hij in de leer te gaan bij een hoefsmid/smid.

### Latere leven
Adolphe trouwde met Céleste Angèle Roguet en ze kregen vier kinderen, Albert, Angèle, Jeanne en Maurice. Albert overleed na een ongeluk bij de training van de Grand Prix van Frankrijk van 1907. Dit trok een zware wissel op Adolphe Clément.
In 1893 kocht Adolphe Clément het Vélodrome de la Seine dicht bij zijn fabriek in Levallois-Perret. Als manager stelde hij Tristan Bernard aan, die ook manager was van het Vélodrome Buffalo.

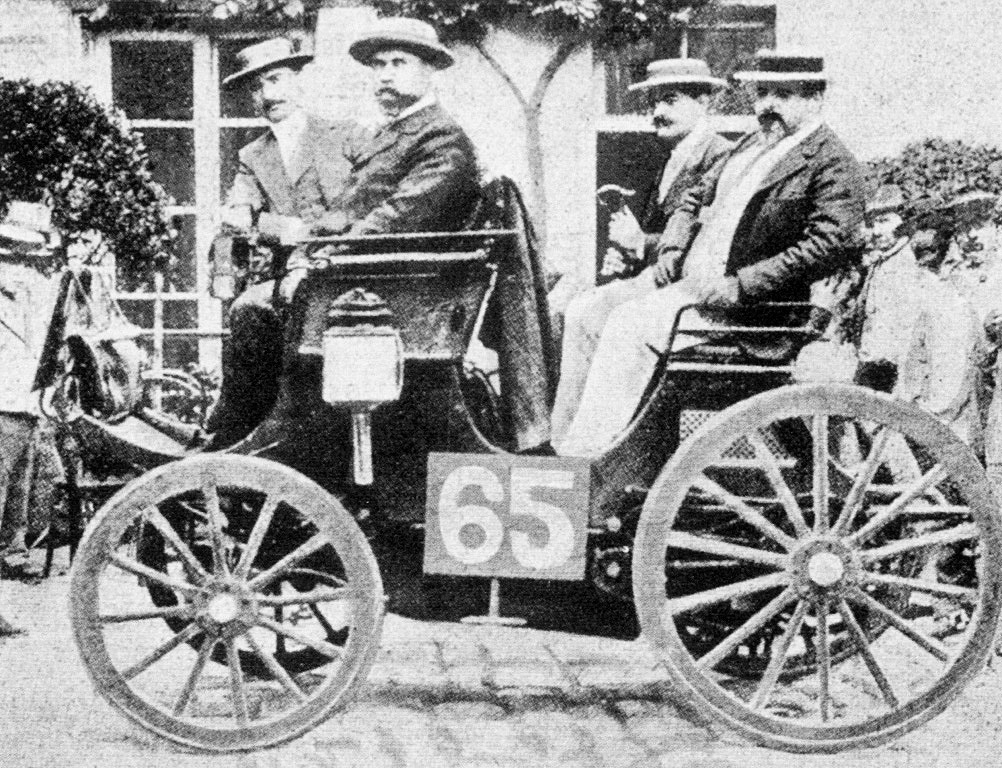
Adolphe Clément (2e van links) naast Albert Lemaître tijdens de race Parijs-Rouen in 1894

In 1894 was Adolphe al een gevestigd zakenman in Frankrijk en bekend in kringen van de eerste automobielfabrikanten. Albert Lemaître nam hem op 22 juli als passagier in zijn Peugeot mee tijdens de race Paris-Rouen, een "Concours des Voitures sans Chevaux", die ze wonnen.

#### Dreyfusaffaire
Frankrijk werd aan het einde van de 19e eeuw in tweeën gescheurd door de schuldvraag van Alfred Dreyfus, die was beschuldigd van het verkopen van geheimen aan Duitsland. In 1900 was Dreyfus al voorlopig vrijgesproken, maar Adolphe Clément bleef een fel "anti-Dreyfusard", net als graaf Albert de Dion. De Dion stopte alle advertenties in de pro-Dreyfuskrant Le Vélo en startte samen met Clément en een aantal andere fabrikanten een rivaliserende sportkrant, L'Auto met een anti-Dreyfusoormerk. Ze stelden Henri Desgrange als hoofdredacteur aan. In 1906 werd Dreyfus' onschuld definitief bewezen en werd hij ook weer als majoor aangesteld in het Franse leger. L'Auto (tegenwoordig L'Équipe) organiseerde in 1903 de eerste Tour de France.

#### Domaine Bois D'Aucourt, Pierrefonds
Het gezin Clément trok in het "Domaine Bois D'Aucourt", een 17e-eeuws jachtslot van Lodewijk XIV dat 1½ kilometer van zijn geboortehuis en van het Château de Pierrefonds lag. Adolphe kocht het in 1904 en huurde architect Edwart Redont in om het te renoveren. Later woonde Maurice er, toen Adolphe was verhuisd naar de Avenue du Bois de Boulogne in Neuilly-sur-Seine. Aan het begin van de Eerste Wereldoorlog, toen het gezin Clément in Parijs woonde, werd het beheerd door de bekende meubelontwerper Carlo Bugatti, de vader van Ettore Bugatti, die toen ook in Pierrefonds woonde.

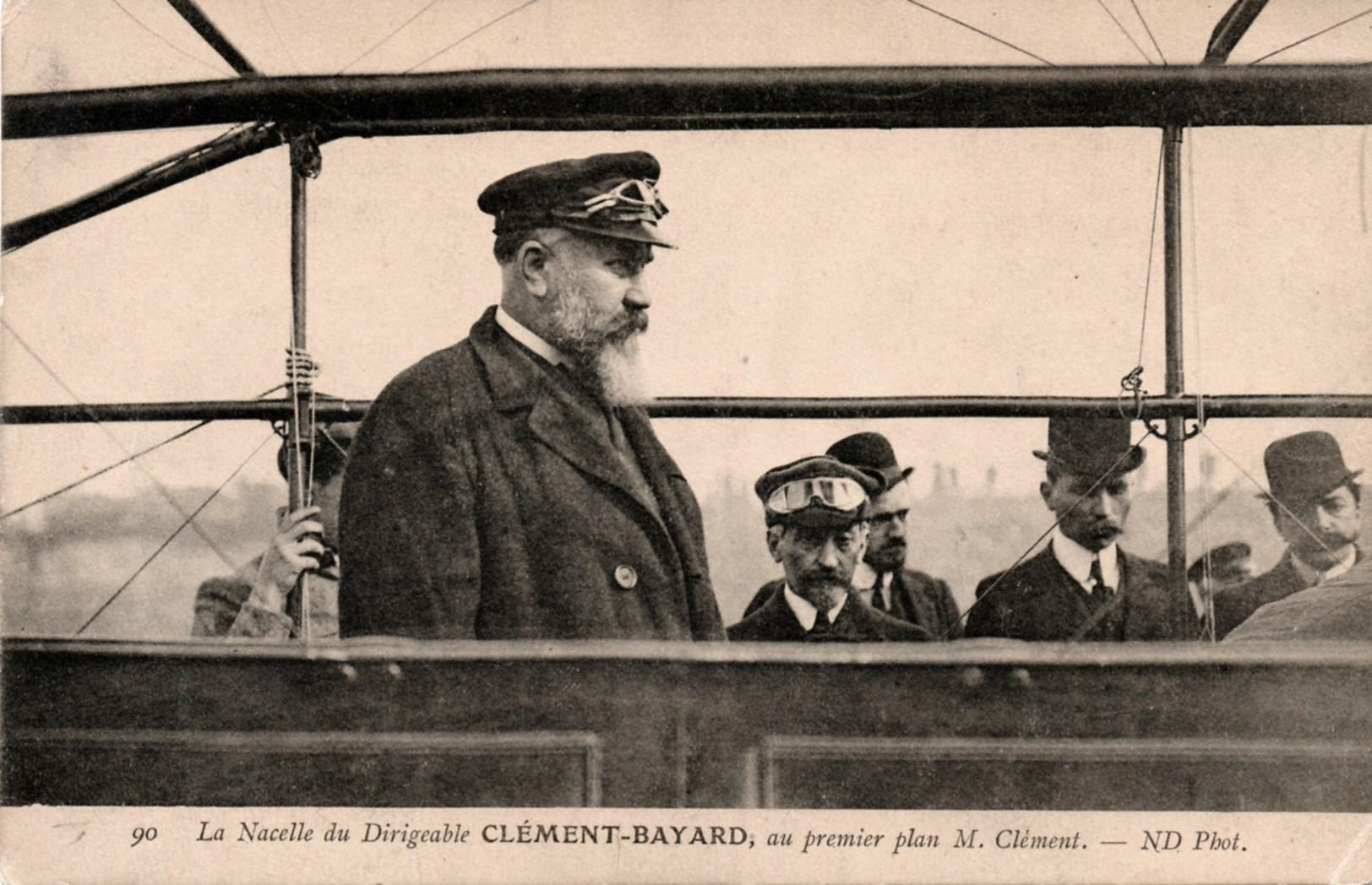
Adolphe Clément aan boord van zijn eerste luchtschip, de "Clément-Bayard No. 1", in 1908

#### Naamswijzigingen
Toen hij eenmaal een succesvol zakenman was veranderde Adolphe zijn voornamen in "Gustavus Adolphus". Later, in 1909 werd zijn achternaam officieel veranderd in "Clément-Bayard", naar de Franse held Pierre Terrail de Bayard, die in 1521 de stad Mézières samen met Anne de Montmorency verdedigde tegen een inval van het leger van Karel V van het Heilige Roomse Rijk. Tegenover Cléments fabriek in Mézières stond een standbeeld van Pierre Terrail de Bayard.
In 1912 werd Adolphus Clément-Bayard commandeur van het Legioen van Eer en in 1913 werd hij burgemeester van Pierrefonds. In 1914 droeg hij de leiding van het bedrijf over aan zijn zoon Maurice.

#### Eerste Wereldoorlog
Al in 1910 had Clément-Bayard luidkeels gewaarschuwd voor de Duitse oorlogsambities en in 1912 werd hij aangevallen door een Duitse menigte. Toen de oorlog uitbrak was hij dan ook persoonlijk in gevaar. In september 1914 bereikten de Duitsers de buitenwijken van Pierrefonds en beschoten ze het Domaine du Bois d'Aucourt, dat echter beheerd werd door Carlo Bugatti. Clément-Bayard woonde met zijn gezin in Parijs. De fabrieken in Noord-Frankrijk gingen verloren, de fabriek in Parijs werd gebruikt voor oorlogsproductie.

### Overlijden
Op 10 mei 1928 overleed Clément-Bayard onderweg naar een vergadering met de raad van bestuur in Parijs aan de gevolgen van een hartaanval.
Hij is begraven bij zijn voormalige woonhuis, tegenwoordig "Domaine du Bois d'Aucourt d'Adolphe Clément-Bayard" in Pierrefonds dat sinds 2004 een Frans rijksmonument is. De "Rue Clément-Bayard" loopt door het centrum van de stad. In 2005 werd een munt van 50 Zwitserse frank geslagen ter gelegenheid van het honderdjarig bestaan van de Autosalon van Genève, die als thema "Clément 1905" had.

## Carrière
In de winter van 1871-1872 reisde Clément door Frankrijk als Compagnon du Tour de France, die niets met de wielerwedstrijd te maken had, maar diende om leerlingen bij meesters in heel Frankrijk een vak te laten leren. Clément ging tijdens zijn toer in de leer bij verschillende smeden en horlogemakers. Hij besloeg paarden en verrichtte reparaties en spaarde tijdens zijn drie jaar durende reis 30 francs. In 1872 bereikt hij eerst Parijs en daarna Orléans en Tours, waar hij bij "Truffault Cycles" twee houten wielen en een ijzeren frame kocht om zijn eigen fiets te bouwen. In 1873 leende Truffault hem een geheel ijzeren fiets met massieve banden om deel te nemen aan een wielerwedstrijd in Angers. Adolphe Clément finishte als zesde.

### Clément SA Cyles, Lyon
In 1876, nadat hij twee jaar had gefietst, gewerkt en gespaard, had hij genoeg geld om zijn eerste bedrijfje te starten, een fietswerkplaats in Bordeaux. Hij ging ook naar Marseille, waar hij stalen buizen voor fietsframes leerde maken. Het jaar daarna, in 1877, begon hij zijn eerste rijwielfabriek, "Clément SA Cyles" in Lyon.

### A. Clément & Cie, Paris
In 1878 opende Adolphe aan de Rue Brunel (dicht bij de Place de l'Etoile) een rijwielbedrijf, waaronder een fietsrijschool. Adolphe ging ook weer wielrennen, samen met Charles Terront nam hij deel aan de zesdaagse in de Agricultural Hall in Londen. Hij opende ook een winkel aan de Rue du Quattre-Septembre en begon een nieuw soort reclamecampagne, met posters. Zijn bedrijf werd financieel ondersteund door de heren Graffenried en Montgeron. Het bedrijf groeide snel door de kwaliteit van de producten en al snel was Clément de grootste Franse rijwielfabrikant. In 1880 had hij al 150 werknemers.

### IJzersmelterij
In 1879 bouwde Clément een ijzersmelterij in Tulle, waar hij gebruik kon maken van waterkracht. Hij kon dit bedrijf echter niet rendabel maken en het lag te ver van zijn fabriek in Parijs. De gieterij werd dan ook snel weer verkocht.

### Clément Pneumatics en Dunlop France
Waarschijnlijk produceerde Clément al vanaf 1888 rubber banden voor zijn fietsen, mogelijk nog massieve banden. In 1889 bezocht hij een tentoonstelling in Londen waar een demonstratie werd gegeven van de luchtband van John Boyd Dunlop. Een medereiziger haalde hem over de productierechten voor Frankrijk te kopen. Voor 50.000 francs kocht Clément deze rechten, die hem binnen enkele jaren miljoenen francs opleverden. De bandenfabriek die voor 700.000 francs werd gebouwd leverde al in het eerste jaar 100% dividend.

### Eerste motorisering
In 1895 deed Clément, mogelijk enthousiast gemaakt door zijn ritje tijdens de race Parijs-Rouen, een eerste poging om een gemotoriseerd voertuig te maken. Hij bouwde een tricycle met een naftamotor.

### Clément, Gladiator & Humber (France) Ltd.
In 1896 werkte Adolphe Clément samen met Charles Chetwynd-Talbot (20e graaf van Shrewsbury) en het British Automobile Commercial Syndicate Ltd (BACS) van Harry John Lawson, dat eigenaar was van de rijwielfabriek Humber. Samen kochten ze de Gladiator rijwielfabriek in Le Pré-Saint-Gervais en voegden dit bedrijf in in het conglomeraat Clément, Gladiator & Humber (France) Ltd. Dit bedrijf had een geschatte waarde van 22 miljoen francs (ca. 60-80 miljoen Euro). In 1897 stortte het bedrijf van Lawson in en hij (en daarmee ook Humber) beëndigde de samenwerking. Clément en Talbot bleven als directeuren aan. In de jaren hierna ging Talbot de Clément en Gladiator fietsen, motorfietsen en automobielen in het Verenigd Koninkrijk onder de naam "Clément-Talbot" importeren en assembleren; vanaf 1906 onder de naam Talbot.

### Clément-Gladiator – auto's

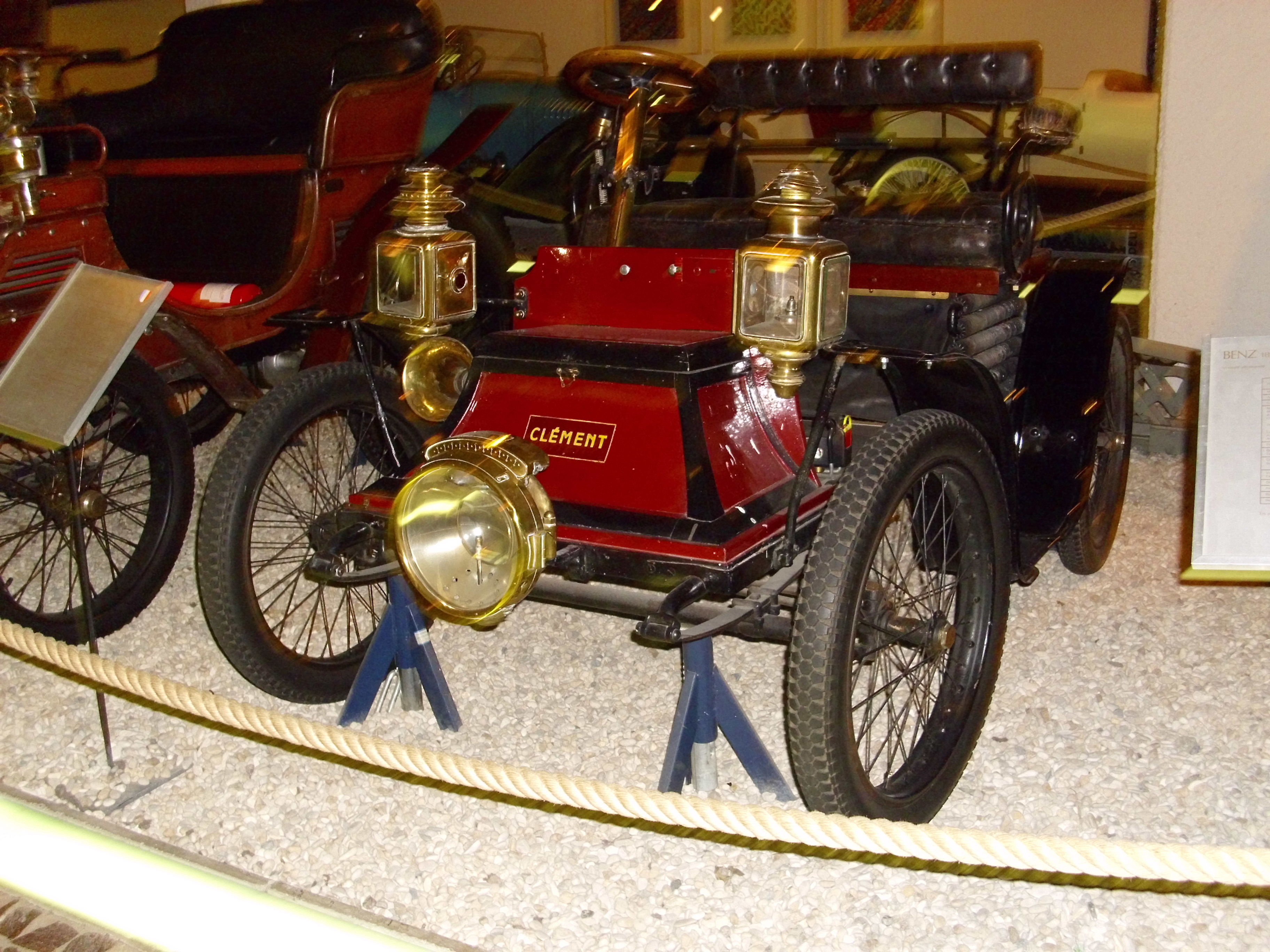
Clément-De Dion uit 1898

Vanaf 1898 bouwde men onder de merknamen "Clément" en "Gladiator" auto's met een De Dion-Bouton-motor. De naam "Gladiator" werd vooral in het Verenigd Koninkrijk gebruikt. Daar werd de import verzorgd door Selwyn Edge en Harvey du Cros van de Britse tak van Dunlop Tyres. Na 1903 werd de naam Clément-Gladiator alleen nog gebruikt voor de asaangedreven auto's die in de fabriek in Le Pré-Saint-Gervais gemaakt werden. De kettingaangedreven auto's werden onder de naam "Gladiator" verkocht. In 1907 werd de naam Clément helemaal geschrapt en in 1909 nam een andere fabrikant, Vinot & Deguingand, de Gladiator-productie over en verhuisde deze naar Puteaux. De fabriek in Le Pré-Saint-Gervais schakelde over op de productie van fietsen.

### Fabriek in Levallois-Perret
Kort na de aankoop van Gladiator bouwde Clément een nieuwe fabriek in Levallois-Perret. Daar werden auto's gebouwd, maar uiteindelijk werd deze fabriek verkocht aan Citroën. Bijna veertig jaar lang werd hier de Citroën 2CV geproduceerd.

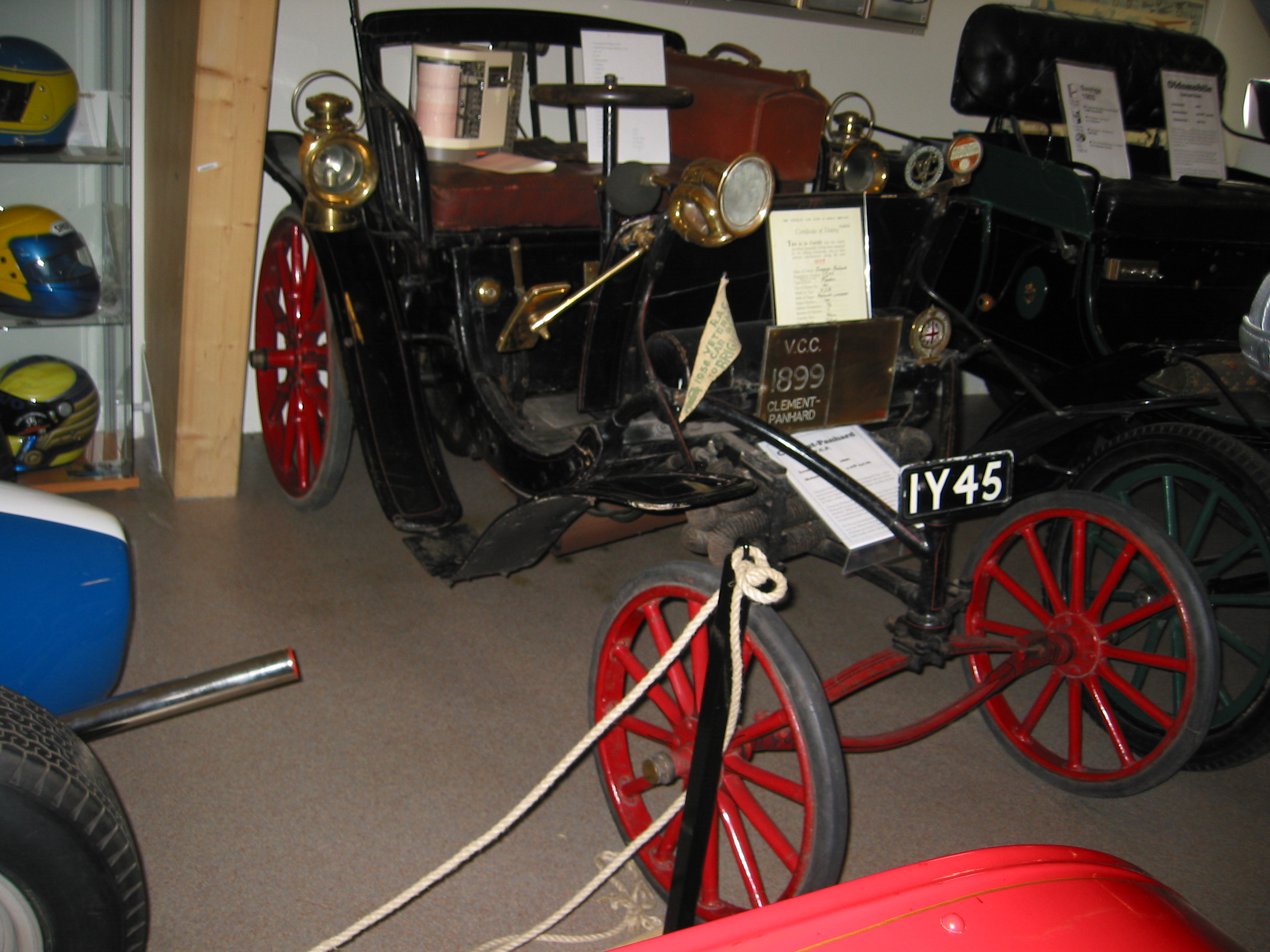
Panhard Voiture Légère als Clément-Panhard in 1899.

### Clément-Panhard
In 1897 werd Panhard & Levassor voor 5 miljoen francs gereorganiseerd. Clément investeerde 1 miljoen francs. Uiteindelijk leidde dit tot het merk Clément-Panhard.

### Clément-Panhard en Clément-Stirling – auto's
In 1898 was Adolphe Clément directeur van Panhard & Levassor. Toen dit merk de productieaantallen van 500 stuks van het "Voiture Légère" (licht voertuig) niet kon halen, nam Clément-Panhard de productie in licentie over in zijn fabriek in Levallois-Perret. De Schotse rijtuigbouwer Stirling importeerde Clément-Panhards en verkocht ze onder de namen "Stirling-Panhard" en "Clément-Stirling".
In 1901 verhuisde de productie van de Clément-Gladiator auto's naar de fabriek in Levallois-Perret en in 1902 produceerde men meer dan 1.000 auto's per jaar, waarvan 80% in het Verenigd Koninkrijk werd verkocht.

### Clément – motorfietsen

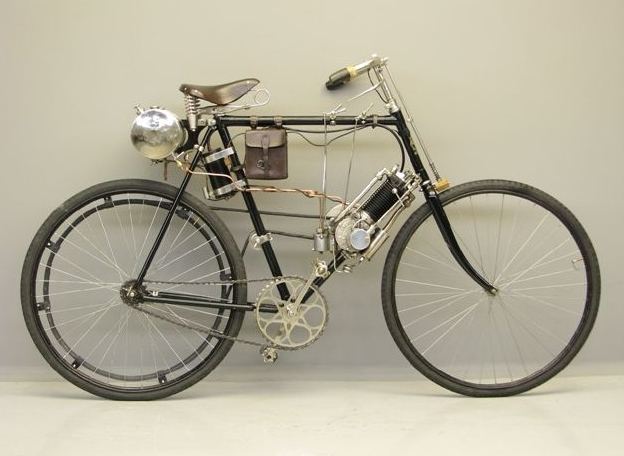
Clément 1¼ pk (125 cc) 1902

In 1902 begon de productie van motorfietsen. Dit waren feitelijk gemotoriseerde fietsen. Ze hadden een eencilinder snuffelklepmotor die aan de voorste framebuis hing en via een riem het achterwiel aandreef. Ze werden meteen populair; nog in hetzelfde jaar ging Charles Garrard ze als Clément-Garrard in Engeland verkopen en hij overtuigde ook James Lansdowne Norton, die zijn eerste motorfietsen bouwde met Clément-frames en motorblokken.

### Clément-Rothschild

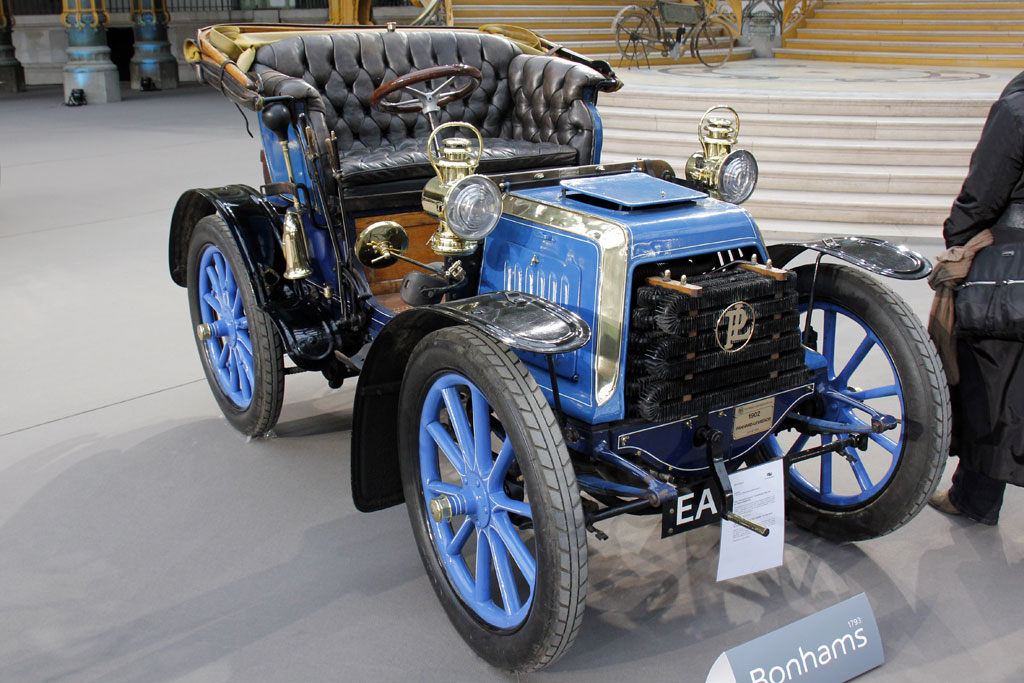
Tweecilinder 7 pk tweezitter Clément-Rothschild uit 1902

Rond 1902 verscheen een serie automobielen met een Rothschild-carrosserie met een Panhard & Levassor-chassis en een Clément motor. Ze werden gebouwd aan de Quai Michelet in Levallois-Perret, in of naast de Clément-fabriek

### Clément-Talbot Ltd.
Op 11 oktober 1902 vond de officiële oprichting van Clément-Talbot plaats. Er werden 2 hectare grond gekocht voor een nieuwe fabriek in Ladbroke Grove. Het werd een voor die tijd modern gebouw met een zaagtanddak dat bijna geheel uit glas bestond om zo veel mogelijk daglicht toe te laten. De fabriek kreeg de modernste machines en de ontvangsthal was gebouwd als een klein paleis met marmeren pilaren, fresco's en glas-in-loodramen met het wapen van Shrewsbury. De bedrijfsleiding lag in handen van Charles Chetwynd-Talbot. Adolphe Clément was samen met A. Lucas en E. Lamberjack aandeelhouder.

### Fabriek in Mézières, Clément-Bayard
Na de splitsing van Clément, Gladiator & Humber in Clément en Talbot bouwde Clément in 1903 ook een nieuwe fabriek op een voormalig militair terrein in Mézières (tegenwoordig Charleville-Mézières). Deze stad was in 1521 verdedigd door ridder Pierre Terrail de Bayard. Ter herinnering aan de ridder koos Adolphe Clément de naam Clément-Bayard voor zijn producten. Voor de nieuwe fabriek stond een standbeeld van Pierre Terrail. Diens beeltenis werd ook opgenomen in het logo van het merk.

### Diatto-Clément
In 1905 ging Clément samenwerken met de Italiaanse koetsbouwer Diatto, onder de naam Società Automobili Diatto - A. Clément. Daar werden met veel succes Clément-Bayard auto's in licentie gebouwd onder de merknaam Torino. In 1919 trok Clément zich uit de samenwerking terug en werd de bedrijfsnaam gewijzigd in Societa Fonderie Officine Frejus.

### Clément Motor Company Ltd.
Na de splitsing bouwden Talbot en Clément-Bayard aanvankelijk dezelfde auto's. Vanaf 1907 begonnen ze te verschillen, en uiteindelijk werd Talbot een zelfstandig merk. In 1906, toen Talbot al steeds meer zijn eigen weg ging, richtte Adolphe Clément de Clément Motor Company in Coventry op. Het motto van dit merk was "Just Clément, nothing else", om het verschil met Clément-Talbot (intussen ook gewoon 'Talbot') te benadrukken. Hier werden tot in 1914 Clément (vanaf 1909 Clément-Bayard) auto's voor de Britse markt geproduceerd.

### Vliegtuigbouw

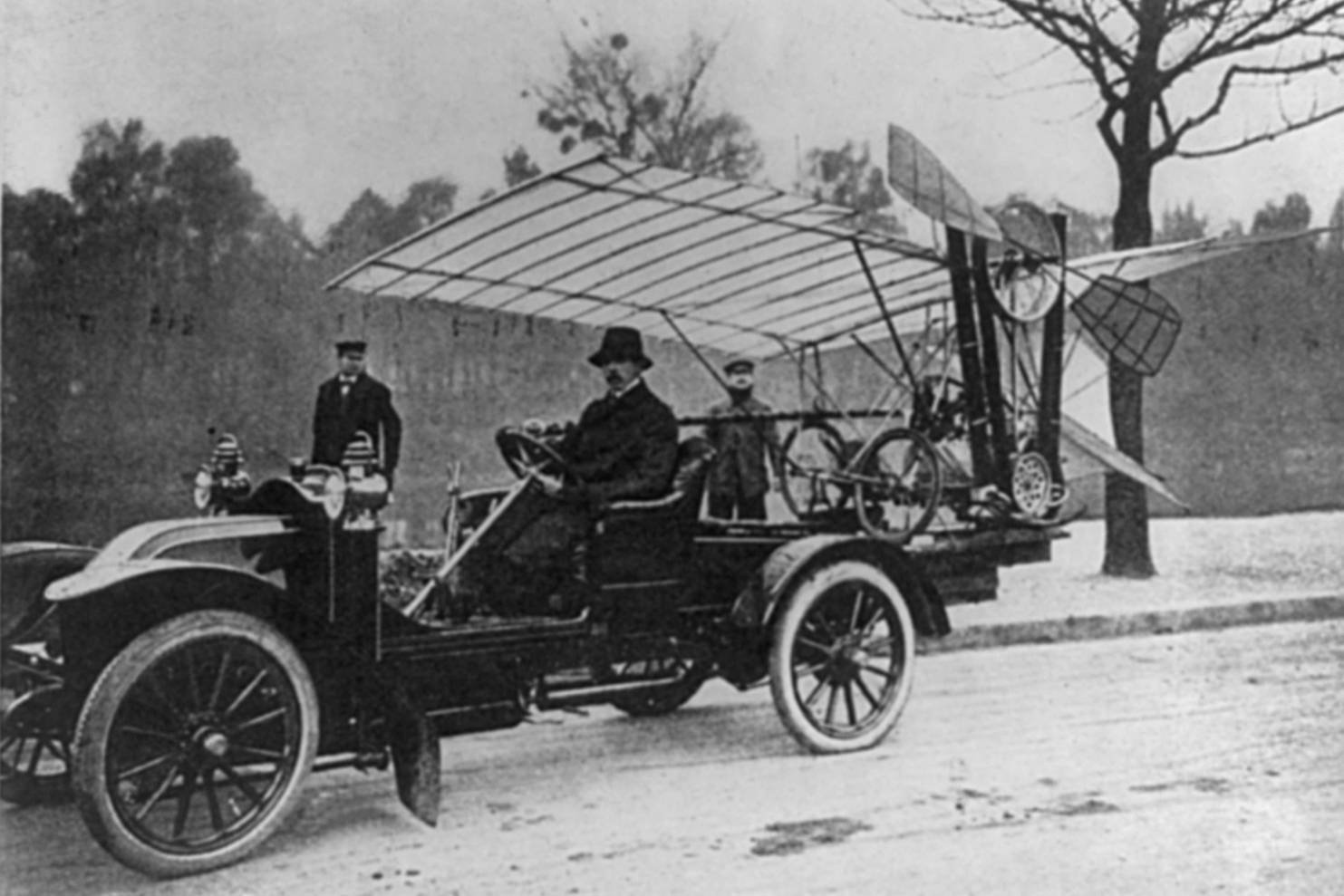
Alberto Santos-Dumont met zijn Demoiselle

In 1908 ging het bedrijf samenwerken met Alberto Santos-Dumont om diens Demoiselle No 19 eendekker te bouwen voor de deelname aan de Coupe d'Aviation Ernest Archdeacon van de Aéro-Club de France. Het was een licht en stabiel vliegtuig en er werd een productieaantal van 100 stuks gepland. Hiervan werden slechts 50 exemplaren gebouwd, waarvan er 15 werden verkocht, voor 7.500 francs. Hoewel geen succes, was dit het eerste in serie geproduceerde vliegtuig ter wereld. Het werd in 1909 nog steeds aangeboden, met drie verschillende motoren: twee van Clément-Bayard en een van Wright, waarvan Clément de licentie had. Samen met Louis Capazza werd in hetzelfde jaar het zweefvliegtuig Planeur Clément-Bayard gepresenteerd.

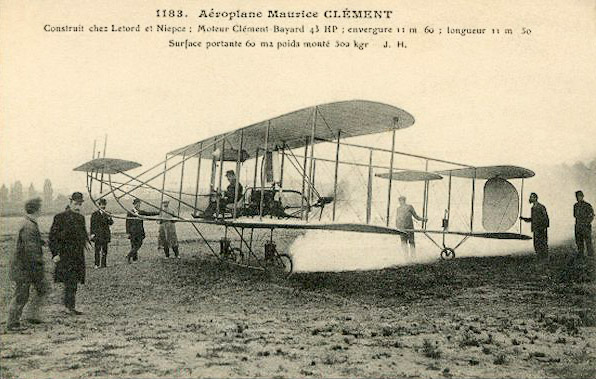
Maurice Clément-Bayard in de Clément Bayard dubbeldekker in 1910

In 1910 volgde een dubbeldeksvliegtuig en in 1912 ook speciale boxermotoren voor vliegtuigen. Clément-Bayard gebruikte ook vliegtuigmotoren van andere producenten, zoals stermotoren van Rhône. In 1914 werden nikkelstalen vliegtuigen gemaakt die ontworpen waren om geweervuur te weerstaan.

### Luchtschepen

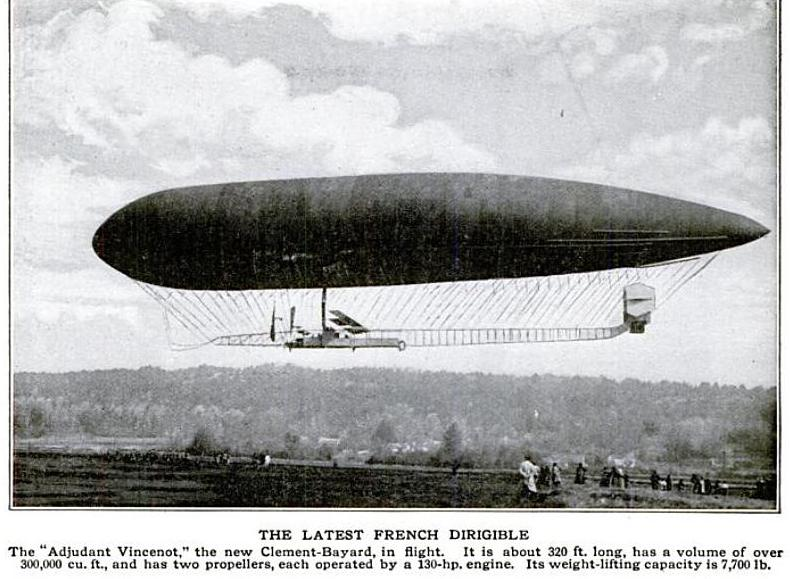
Clément-Bayard No. 1, de "Adjudant Vincenot" circa 1910

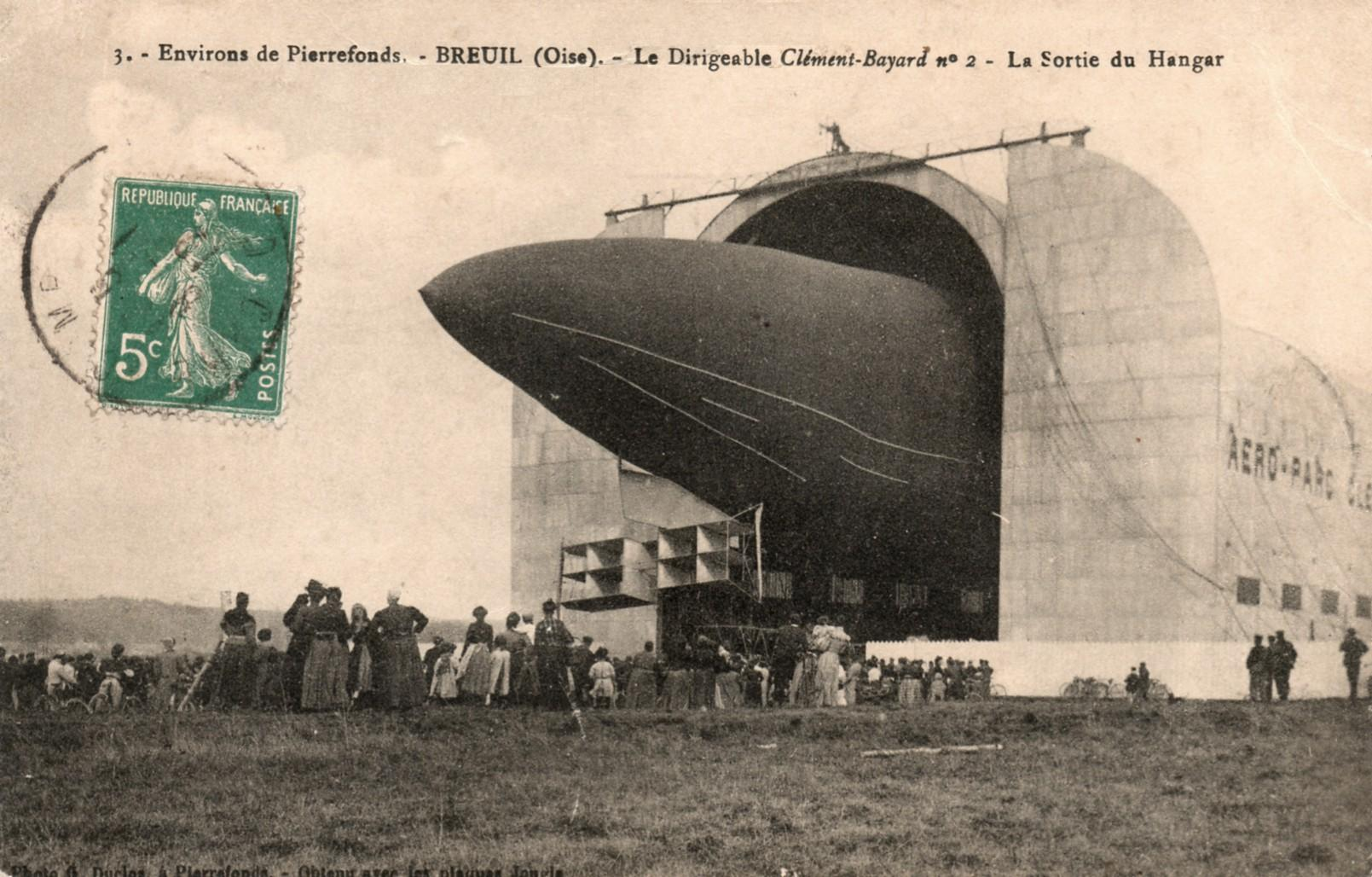
Clémet-Bayard No.2 in de hangar in La Motte-Breuil

Op verzoek van het Franse ministerie van Oorlog bouwde Clément in 1908 te La Motte-Breuil enkele grote hangars voor de bouw van luchtschepen. Er werd een nieuw bedrijf voor opgericht - Astra-Clément-Bayard; een samenwerking met de Société Astra. Het eerste exemplaar, de Clément-Bayard No. 1, werd te duur bevonden en werd uiteindelijk verkocht aan tsaar Nicolaas II van Rusland. In 1910 was de Clément-Bayard No. 2 het eerste luchtschip dat over het Kanaal vloog. De piloot was Maurice Clément-Bayard.

## Eerste Wereldoorlog
Nog voor het uitbreken van de Eerste Wereldoorlog droeg Clément de leiding van zijn bedrijven over aan zijn zoon Maurice. De familie bracht zich in Parijs in veiligheid, maar de fabrieken in het noorden van Frankrijk werden vernietigd. De La Macérienne fabriek in Mézières kwam in Duitse handen, net als het huis Domaine Bois D'Aucourt, de stad Pierrefonds waarvan Adolphe burgemeester was en de fabrieken in Pierrefonds. De fabrieken werden ontmanteld en de machines naar Duitsland gebracht. La Macérienne werd een rijschool voor Duitse officieren. Smederijen, ijzergieterijen en ijzersmelterijen werden vernietigd. De fabriek in Levallois-Perret bleef gespaard, maar de normale productie werd stilgezet om plaats te maken voor de productie van militaire uitrustingsstukken, militaire voertuigen, vliegtuigmotoren, luchtschepen en vliegtuigen.

### Na de oorlog
Na de oorlog waren de meeste fabrieken, in elk geval in Noord-Frankrijk, ontmanteld, geplunderd of vernield. De fabrieken bij Parijs waren omgebouwd voor oorlogsproductie. Maurice Clément begon de fabriek in Mézières weer in te richten, maar in 1922 werd het bedrijf verkocht aan André Citroën. Adolphe Clément was investeerder geweest in het merk Citroën. De fabriek in Levallois-Perret werd door Citroën overgenomen en was later de productieplaats van de Citroën 2CV. De fabriek in Mézières bleef in handen van Maurice, die naar de Verenigde Staten ging om contacten te leggen met producenten. In 1925 had hij contracten voor de productie van machines van de Allied Machinery Company (Almacoa hijslieren en Cletrac tractoren). In 1928 produceerde Clément-Bayard Almacoa graafmachines, tractoren en vorkheftrucks en Cetrac rupstractoren voor Europa en Noord-Afrika.

### Banque des Ardennes
In 1922 werd Adolphe Clément-Bayard aangesteld als directeur en vicepresident van de nieuwe Banque des Ardennes, die op 12 april in Charleville werd opgericht.